# Hinnites crispus
Hinnites
Genre
Espèce
Hinnites crispus est une espèce éteinte proche des pétoncles (mollusques bivalves marins de la famille des Pectinidae). Elle est connue dans plusieurs pays d'Europe du Miocène moyen (Langhien) jusqu'à la fin du Pliocène.

## Description et caractéristiques
Charles Armand Picquenard indique pour le décrire en 1922, que c'est une espèce de taille moyenne, ne dépassant guère 8 centimètres, est largement répandue dans nos divers gisements helvétiens d'où l'on a décrit une variété : Dubuissoni, Defrance. 
Elle a été trouvée à Touvois, Saint-Aignan, Noyal, Feins, falun de Saint-Grégoire, la Chaussairie, sud de Dinan. Dans le Redonien elle se retrouve à La Dixmerie.